# Xiangjiangite
La xiangjiangite è un minerale.